# Peter Eržen
Peter Eržen (* 13. Dezember 1941 in Kranj) ist ein ehemaliger jugoslawischer Skispringer.

## Werdegang
Sein internationales Debüt feierte Eržen bei der Vierschanzentournee 1960/61. Dabei gelangen ihm jedoch keine Top-40-Platzierungen. Er beendete seine erste Tournee daher nur auf Rang 45 der Gesamtwertung. Bei seiner folgenden Vierschanzentournee 1961/62 ließ er das Springen in Oberstdorf aus und startete erst in Innsbruck. Jedoch verpasste erneut eine Top-Platzierung und belegte schlussendlich Rang 61 der Tournee. Nach einem Jahr Pause nahm er bei der Vierschanzentournee 1963/64 erneut nicht bei allen Springen teil. So ließ er diesmal das Springen in Garmisch-Partenkirchen aus. Trotzdem konnte er sich leicht verbessern und beendete die Tournee auf Rang 41 der Gesamtwertung.
Bei den Olympischen Winterspielen 1964 in Innsbruck gehörte Eržen zur jugoslawischen Mannschaft. Im Springen von der Normalschanze sprang er auf einen nur mittelmäßigen 50. Platz. Auch von der Großschanze kam er nicht über den 39. Platz hinaus.
Bei der Vierschanzentournee 1964/65 trat er erneut an, brach aber die Tournee bereits nach dem Springen auf der Schattenbergschanze in Oberstdorf ab, bei dem er Platz 54 erreichte. Bei der ein Jahr später folgenden Vierschanzentournee 1965/66 landete er bei den ersten drei Springen erneut nur auf mittleren Plätzen. Beim letzten Springen auf der Paul-Außerleitner-Schanze in Bischofshofen belegte Eržen überraschend Rang sechs. Nachdem er damit sein bestes Einzelresultat in seiner Karriere erreicht hatte, beendete er seine erfolgreichste Tournee mit 741.2 auf Platz 21 der Gesamtwertung.
Bei der Vierschanzentournee 1966/67 und der Vierschanzentournee 1967/68 verpasste Eržen eine Wiederholung dieses Erfolges. Die Tourneen schloss er auf den Plätzen 30 und 44 der jeweiligen Gesamtwertung ab. Sein letztes internationales Turnier bestritt Eržen mit dem Start bei den Olympischen Winterspielen 1968 in Grenoble. Jedoch blieb auch hier ein Erfolg aus. Von der Normalschanze belegte er Rang 51 und von der Großschanze Rang 44.

## Erfolge

### Vierschanzentournee-Platzierungen
| Saison  | Platz | Punkte |
| ------- | ----- | ------ |
| 1960/61 | 45.   | 686,2  |
| 1961/62 | 61.   | 440,0  |
| 1963/64 | 41.   | 705,2  |
| 1964/65 | 44.   | 635,6  |
| 1965/66 | 21.   | 741,2  |
| 1966/67 | 30.   | 721,1  |
| 1967/68 | 44.   | 686,8  |